# Komnena Nemanjić
Titre
Duchesse de Krujë puis d'Elbasan
1208 – 1215
Komnena Nemanjić est une duchesse d'Albanie et la fille du roi serbe Stefan Ier Nemanjić (1196-1228). Elle épouse Dimitri Progoni (en), le megas archonte (« grand archonte ») de Krujë, puis Grégoire Kamonas (en), l'archonte d'Elbasan.

## Biographie
Komnena est née de l'union de Stefan Ier Nemanjic et de son épouse Eudoxie Angelina. Elle est la nièce de l'empereur byzantin Alexis III Ange. Elle a trois frères: Stefan Radoslav (roi de Serbie de 1228 à 1234), Stefan Vladislav I (1234 -1243) et Predislav (le troisième Archevêque serbe avec Saint Sava II et son oncle Sava).
Elle épouse l'archonte Dimitri en 1208. Une brève alliance est alors formée entre la Serbie et Arbëria lors d'une période de conflits avec la République de Venise. À la mort de Dimitri en 1215, sa femme Komnena hérite du pouvoir. Elle se marie peu de temps après avec le seigneur gréco-albanais Grégoire Kamonas. Celui-ci prend le contrôle de Krujë, consolidant les liens avec la Serbie, qui avaient été affaiblis après une agression serbe sur Shkodër.
Elle a une fille avec Grégoire Kamonas, qui se maria avec Golem de Kruja.

### Sources
- Skenderbeg, Makedonci je akademik Kaplan Burović.
- The New Cambridge Medieval History: 1198 - 1300, p. 786.
- Le despotat d'Epire.